# 9906 Tintoretto
9906 Tintoretto è un asteroide della fascia principale. Scoperto nel 1960, presenta un'orbita caratterizzata da un semiasse maggiore pari a 2,6213657 au e da un'eccentricità di 0,1788423, inclinata di 13,36936° rispetto all'eclittica.
L'asteroide è dedicato all'omonimo pittore italiano.